# Мартинівка (зупинний пункт, код ЄМР 332517)
Марти́нівка — пасажирський залізничний зупинний пункт Жмеринської дирекції Південно-Західної залізниці на неелектрифікованій лінії Жмеринка — Могилів-Подільський між станціями Бар (20 км) та Копай (6 км). Розташований в селі Мартинівка Жмеринського району Вінницької області.

## Пасажирське сполучення
На платформі Мартинівка зупиняються приміські дизель-поїзди сполученням Жмеринка — Могилів-Подільський.